# بالتازار فرديناند مول
بالتازار فرديناند مول (بالألمانية: Balthasar Ferdinand Moll)‏ هو أستاذ جامعي نمساوي، ولد في 4 يناير 1717 في إنسبروك في النمسا، وتوفي في 3 مارس 1785 في فيينا في النمسا.

## وصلات خارجية
- بالتازار فرديناند مول على موقع الموسوعة البريطانية (الإنجليزية)